# Sickius longibulbi
Genre
Espèce
Sickius longibulbi, unique représentant du genre Sickius, est une espèce d'araignées mygalomorphes de la famille des Theraphosidae.

## Distribution
Cette espèce est endémique du Brésil. Elle se rencontre au Mato Grosso, au Mato Grosso do Sul, dans l'État de São Paulo et dans l'ouest du Paraná.

## Description
Les femelles de cette espèce sont les seules mygales à ne pas avoir de spermathèque.

## Publication originale
- Soares & Camargo, 1948 : Aranhas coligidas pela Fundação Brasil-Central (Arachnida-Araneae). Boletim do Museu Paraense Emilio Goeldi, vol. 10, p. 355-409.